# Klaus Kammerichs

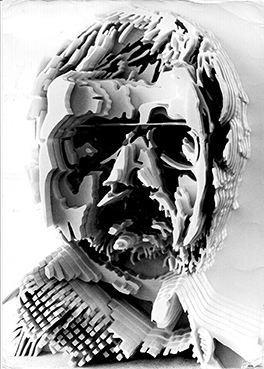
Klaus Kammerichs, Selbstporträt, 1974, Fotoskulptur

Klaus Kammerichs (* 1. Dezember 1933 in Iserlohn) ist ein deutscher Fotograf, Bildhauer und Filmemacher.  

## Leben
Klaus Kammerichs ist der Sohn des Maschinensetzers Wilhelm Kammerichs und der Schneiderin Maria Kammerichs, geb. Ellinghaus. Er wurde als mittleres von drei Kindern in Iserlohn geboren, wo sein Vater, ein passionierter Amateurfotograf, bei einer Zeitung arbeitete. Seine ältere Schwester war die Autorin Edith Frings-Kammerichs († 2017).
Kammerichs absolvierte eine Fotografenlehre in einem Porträt-Studio seiner Heimatstadt. Während des Besuchs der Berufsschule in Dortmund – eine seiner Mitschülerinnen war die spätere Fotografin, Kunsthistorikerin und Foto-Theoretikerin Marlene Schnelle-Schneyder – wurde er stark durch das Ruhrgebiet geprägt, besonders durch Industrieaufnahmen des Dortmunder Fotografen Erich Angenendt. In Hagen und Wuppertal besuchte er seit 1947 Ausstellungen der bis zum Kriegsende unterdrückten Moderne mit Werken von Otto Dix, Paul Klee, Lionel Feininger und vielen anderen.

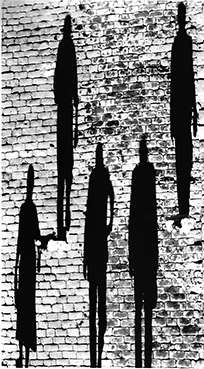
Klaus Kammerichs, Valencia, 1954, Fotografie

Nach der Lehre war er für verschiedene Regionalzeitungen in Duisburg und Unna tätig und machte Reisen durch Frankreich und Spanien, auf denen Landschafts-, Porträt- und Architekturaufnahmen entstanden. 1953 studierte er „Subjektive Fotografie“ bei Otto Steinert in Saarbrücken. 1954 nahm er zum ersten Mal an der Kölner „Photokina“ teil, zu der ihn deren Mitbegründer L. Fritz Gruber eingeladen hatte. Das New Yorker Magazin Modern Photography wählte ihn im Januar 1959 zur Discovery of the Month („Entdeckung des Monats“). Von 1956 bis 1960 studierte er Freie Kunst an der Staatlichen Kunstakademie Düsseldorf bei Otto Pankok und Otto Coester. Zu seinen Kommilitonen zählten Bert Gerresheim, Heinz Edelmann, Günther Uecker, Eva Beuys und Bernd Becher.
1966 wurde Kammerichs Dozent an der Peter-Behrens-Werkkunstschule Düsseldorf; 1973 Professor für Fotografie und audiovisuelle Medien an der damaligen Fachhochschule Düsseldorf-Golzheim, wo er bis 1995 lehrte. 1994 erhielt er die David-Octavius-Hill-Medaille der Deutschen Fotografischen Akademie (DFA) in Leinfelden-Echterdingen.
Klaus Kammerichs lebte bis 1995 in Düsseldorf, seitdem in Köln und (bis 2018) in Demerath/Eifel. Er ist verheiratet mit der Schriftstellerin Eva Weissweiler, mit der er gemeinsame Film-, Buch- und Ausstellungsprojekte realisiert.
Er hat fünf Kinder.

## Werk
Neben seiner Arbeit als Kunst-, Werbe- und Industriefotograf gestaltete Kammerichs gemeinsam mit Heinz Edelmann zahlreiche Buchumschläge für Kriminal- und Science-Fiction-Romane, die in den Verlagen rororo und Marion von Schröder erschienen, darunter klassische Titel von Hansjörg Martin, Frederik Pohl, John Bingham, Stephen Gilbert, Ian Wallace, und vielen anderen.

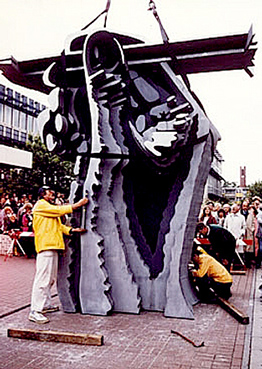
Klaus Kammerichs bei der Aufstellung seiner Fotoskulptur Hand mit Stift auf dem Campus der FH Düsseldorf, 1985

Ende der sechziger Jahre begann Kammerichs, die dritte Dimension für sich zu entdecken. In seinen bildhauerischen Arbeiten bezieht er sich auf das Prinzip der Fotoskulptur. In einem Isohelie genannten Verfahren setzte er verschiedene Helligkeitswerte einer fotografischen Vorlage „zu einer räumlichen Schichtung (Stereoisohelie) mit entsprechenden Grauabstufungen zusammen. Der Gegenstand – ein Porträt, eine Honda, ein Wasserhahn – gerät in das Labyrinth seiner Elementarteilchen. Sieht man diese Foto-Objekte aus der berechneten Perspektive – meist Axilaprojektion […] – wirken sie völlig illusionistisch. Jede Veränderung des Blickpunkts löst das realistische Standfoto auf in ein abstrakt strukturiertes, kinetisches Energiefeld.“
Nach ersten Präsentationen in der Düsseldorfer Galerie Hans-Jürgen Niepel und einer großen Einzelausstellung der Kunsthalle Düsseldorf folgten Ausstellungen seiner Fotoskulpturen in Frankreich, Griechenland, Polen, den USA, den Niederlanden und Japan.

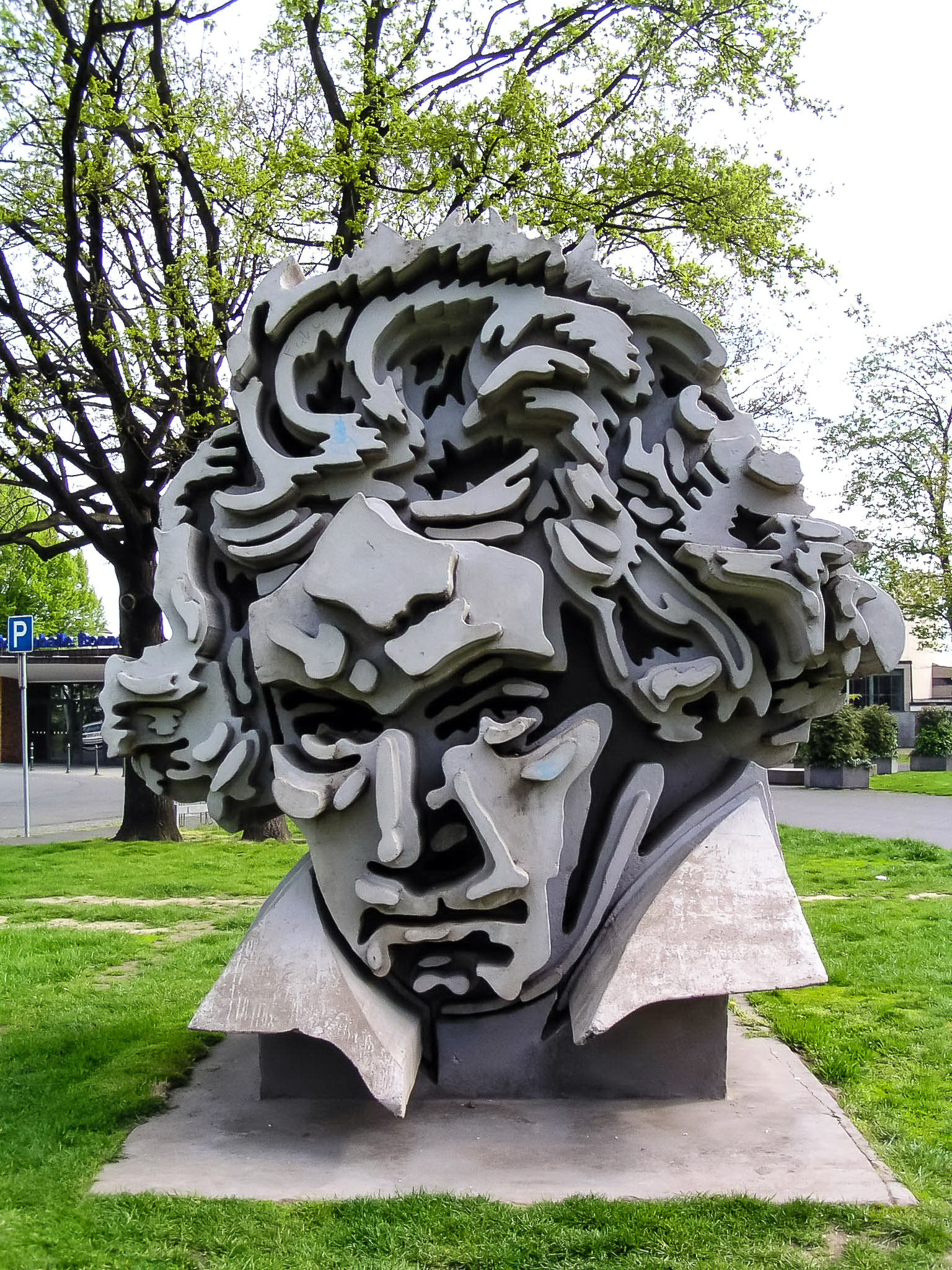
Klaus Kammerichs, Beethon, 1986, Fotoskulptur vor der Beethovenhalle in Bonn

1986 schuf er die Beethoven-Skulptur Beethon in Bonn, die ein viel besuchtes Wahrzeichen der früheren Bundeshauptstadt geworden ist. 2008 gestaltete er drei lebensgroße Karl-Marx-Skulpturen, Ein Gespenst geht um in Europa, die im Garten des Karl-Marx-Hauses Trier aufgestellt wurden. Weitere Großskulpturen im öffentlichen Raum stehen in Bad Segeberg (Alte Welt/Neue Welt), Leinfelden-Echterdingen (L’Escapade), Düsseldorf (Hand mit Zeichenstift), Gifu (East-West-Double-Dragon) und Yokohama (Tiger).
Seit den neunziger Jahren hat Kammerichs das Prinzip der quasi-realistischen Fotoskulptur erweitert um vierdimensionale Skulpturen als kinetische Interpretation von Raum, Zeit und Bewegung, die zum Teil auf die serielle Fotografie Eadweard Muybridge zurückgehen. Ferner um eine Reihe von „Anamorphosen“, skulpturale Porträts bekannter Künstler-Persönlichkeiten wie Kafka, Hemingway, Hitchcock, Robert und Clara Schumann usw.
Parallel dazu erfolgte eine verstärkte Auseinandersetzung mit dem Medium Film, größtenteils zusammen mit Eva Weissweiler, darunter „Sehstücke“ (je 4 Minuten, WDR Köln), „Berlioz-Heine-Paris-Köln“ (8 Minuten, WDR Köln), „Ende der Romantik – Schumanns rheinische Jahre“ (45 Minuten, WDR Köln), „Hommage à Nancorrow“ (30 Minuten), „Oh, du, mein Marterhorn“ (15 Minuten), „Nationalität: Schriftsteller: Zugewanderte Autoren in Nordrhein-Westfalen“ (120 Minuten, WDR Köln) u. a. m. Diese Filme sind teils dokumentarisch, teils experimentell angelegt.

Klaus Kammerichs, Böll und die Trümmer von Köln, 2011, Fotocollage, im Besitz des Böll-Archivs, Köln

Seit Beginn der 2000er Jahre hat sich Kammerichs wieder stärker der Fotografie zugewandt, u. a. mit Decollagen (zerstörter Werbung), (E)motions (Szenen aus der Metro in Washington), Spiegelungen (Motive aus Cannes und Nizza) und Porträt-Collagen von Schriftstellern des zeitgenössischen Exils und der Migration, denen er Passagen aus ihrem Werk „ins Gesicht geschrieben“ hat. Ferner, in Reaktion auf den Einsturz des Historischen Archivs der Stadt Köln, eine Reihe von Böll-Collagen, in denen das Antlitz des Dichters mit alten und neuen Trümmern verschmilzt. Diese Serie im Oktober 2017 wurde dem Heinrich-Böll-Archiv der Stadt Köln zum Geschenk gemacht.
Von 2008 bis 2016 gab Klaus Kammerichs zusammen mit Eva Weissweiler Foto- und Schreibkurse für psychisch Kranke an der LVR-Klinik Köln, die von mehreren Ausstellungen und Publikationen begleitet wurden.

## Auszeichnungen
- 1959: Januar: Discovery of the Month des New Yorker Magazins Modern Photography
- 1994: David Octavius Hill-Medaille der Deutschen Fotografischen Akademie Leinfelden-Echterdingen

## Einzelausstellungen (Auswahl)
- 1971: Galerie Niepel, Düsseldorf[10]
- 1973: Kunstverein Pforzheim
- 1974: Gallery T., Amsterdam; Galerie Falazik, Neuenkirchen
- 1975: Kunstverein für die Rheinlande und Westfalen, Düsseldorf
- 1976: Galerie 44, Kaarst
- 1977: Kunstverein Heidelberg
- 1981: Stadtmuseum München
- 1983: Galerie Jesse, Bielefeld
- 1985: Galeria Foto Medium Art, Wrocław
- 1986: Marcus Pfeiffer Gallery, New York
- 1990: Museum „La Foret“, Tokio
- 1993: Akkarenga Hall, Sapporo; Seibu Exhibition Hall, Ashikawa
- 1994: Amerika-Haus, Hamburg
- 2001: Ayoma-Hall, Tokio
- 2002: Heinrich-Heine-Museum, Düsseldorf
- 2003: Lew-Kopelew-Forum, Köln
- 2004: Haus der Geschichte, Bonn; Galerie Niepel bei Morawitz, Düsseldorf
- 2006: Evangelische Akademie Hofgeismar
- 2009: Goethe-Institut, Washington; St. Maternus, Köln
- 2011: Galerie 21, Köln
- 2014: Kulturkirche Köln-Buchforst
- 2015: Kulturkirche Köln-Buchforst